# Eishockeyverband der Ukraine
Der Eishockeyverband der Ukraine ist der nationale Eishockeyverband der Ukraine. 

## Geschichte
Der Verband wurde am 6. Mai 1992 in die Internationale Eishockey-Föderation aufgenommen. Der Verband gehört zu den IIHF-Vollmitgliedern. Aktueller Präsident ist Anatoli Breswin. 
Der Verband kümmert sich überwiegend um die Durchführung der Spiele der ukrainischen Eishockeynationalmannschaft sowie der Frauen-Nationalmannschaft und der Junioren-Mannschaften. Zudem organisiert der Verband den Spielbetrieb auf Vereinsebene, unter anderem in der Professionellen Hockey-Liga.